# Barka Bâ
Pour les articles homonymes, voir Ba (nom de famille).
Barka Bâ (né en 1975) est un chercheur en science politique, journaliste, consultant international en défense et sécurité et écrivain sénégalais.

## Biographie
Fils d'instituteur, Barka Ba a grandi à Diacksaw. Il devient professeur des collèges et lycées, puis journaliste. Après avoir été rédacteur en chef du quotidien « Kotch »,, il a occupé le poste de Directeur de la publication de L'Observateur, le quotidien dakarois le plus lu de février 2011 à mai 2011, lorsqu'il a failli quitter le groupe à la suite d'un désaccord avec Youssou N'Dour, patron du groupe. Il a aussi occupé le poste de Directeur de l'Information de la TFM de mai 2011 à janvier 2014. Il a été nommé directeur chargé de la mise en place de la nouvelle télévision TFM Infos du Bouquet Futurs Médias en janvier 2014. Il démissionne du Groupe Futurs Médias en mai 2021 et travaille comme consultant international pour diverses organisations.
En début février 2025 il est nommé conseiller spécial, chargé de l'intégration africaine à l'Assemblée nationale par son président Malick Ndiaye.
Barka Ba est aussi un écrivain. Son dernier ouvrage publié aux éditions du Zaporogue en 2011 s'intitule Une pirogue pour Barçaet été publié  

### Vie privée
Barka Ba est marié depuis 2010 à la journaliste Ndèye Khady Lô, actuellement porte-parole de la Mission de l'Organisation des Nations Unies en République démocratique du Congo. Le couple a trois enfants.